# Marginix notatus
Marginix notatus (лат. "отмеченный") — вымерший вид офиуры, обитавший в морях Бразилии в девонский период.
Получил своё название вследствие хорошо обозначенного диска. Все известные окаменелости этого вида были найдены в породах свиты Понта-Гроса в штате Парана. Это третий вид, относящийся к роду Marginix.